# Örebro läns slöjdförening
Örebro läns slöjdförening är en slöjdförening i Örebro. Föreningen bildades år 1883 och är därmed landets fjärde äldsta slöjdförening. Föreningen ombildades 1984 till en ideell förening.
Redan 1836 bildades en hemslöjdsförening av Viby hushållsförening, och från 1850-talet värnade Örebro läns hushållningssällskap om hemslöjden i länet.
Den som gav den första impulsen till att bilda en slöjdförening i Örebro var färgerifabrikören Daniel Julius Elgérus (1817-1903). Redan på hösten 1875 hade han fört saken på tal. Av olika omständigheter kom frågan om att bilda en slöjdförening att få vänta till 1882. Det året väckte häradshövdingen Carl Stenberg och Elgérus förslag hos Hushållningssällskapet, som vid den här tidpunkten var den institution i länet som närmast hade ansvaret för hemslöjden, om inrättande av en "under sällskapet sorterande förening med ändamål att taga hemslöjden om hand".
Den 2 maj 1883 hölls det första egentliga sammanträdet i Örebro tingssal. Därmed kan Slöjdföreningen anses bildad.
På sammanträdet fick ordförande i uppdrag att "uppsätta en inbjudning till länets invånare, män och kvinnor, till teckning af ledamotskap i slöjdföreningen på de villkor, stadgarne omförmäla".
Inbjudningsskriften trycktes i 200 exemplar och sändes ut till "lämplige personer inom länet", såsom till kyrkoherdar, kommunalordförande med flera. Det fick till resultatet att de blivande ledamöterna kunde kallas - genom annonser - till sammanträde den 6 oktober 1883. Då hade 40 ledamöter tecknat sig för deltagande.
Slöjdföreningens syfte var att på bästa möjliga sätt gagna slöjden i sin helhet genom att väcka intresse för slöjd och verka för slöjdens utveckling och utbredning. Därför ville man få slöjden införd i länets alla skolor. Särskilt angelägen var man om att ordna utbildning av slöjdlärare - manliga och kvinnliga.

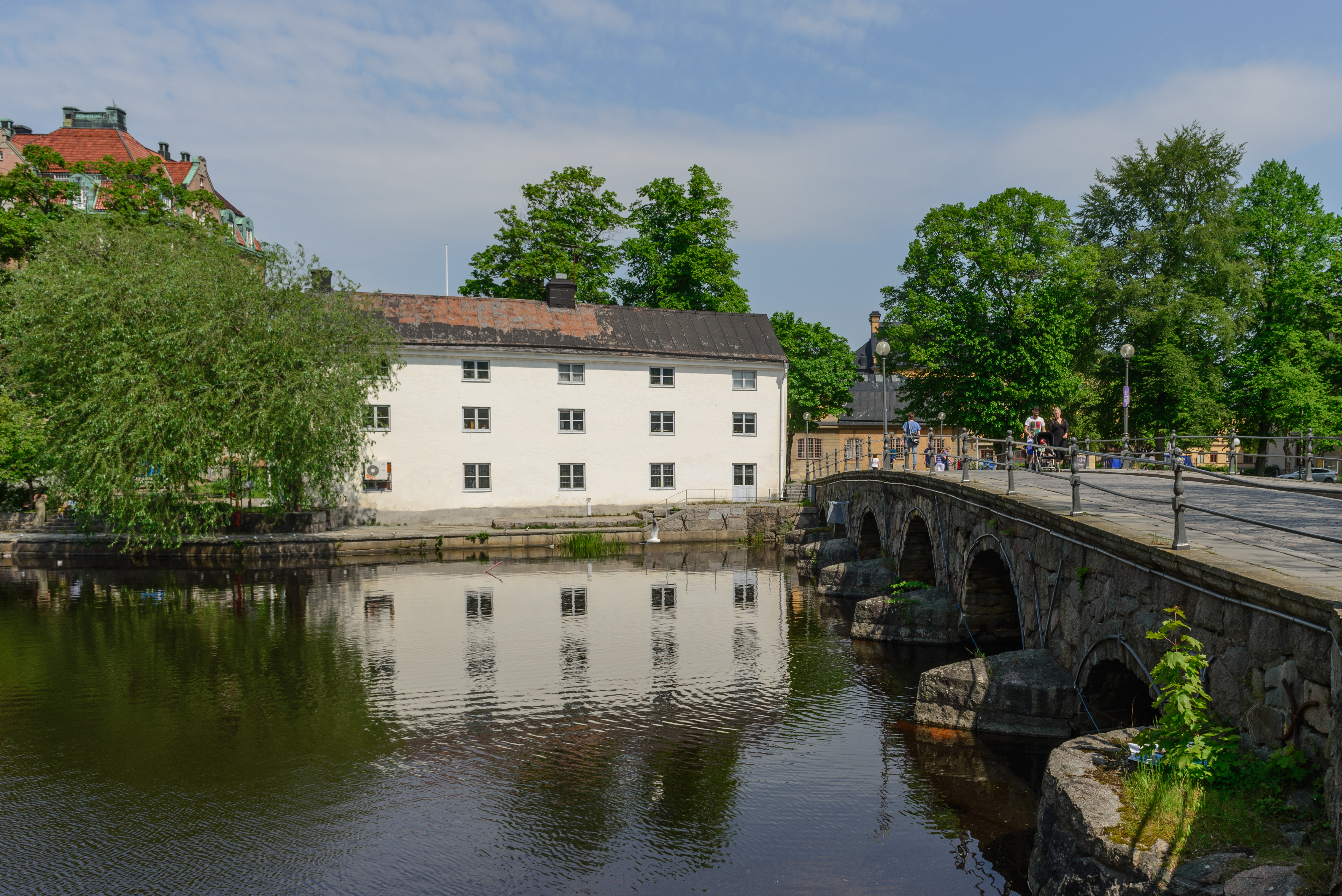
I Arbetshuset vid Olaigatan hade Örebro läns hemslöjdsförening sina lokaler åren 1943-1982. Foto från maj 2014.

Man ivrade också för undervisning i sådana sorters slöjd man ansåg passa bästa för hemslöjd, till exempel korgbindning och halmflätning.
Det låg även föreningen om hjärtat att vårda och utöka den samling av slöjdmodeller, som man fått överta av Hushållningssällskapet, att dela ut slöjdplanscher och att ordna utställning av alster av både hemslöjd och skolslöjd.
År 1943 flyttade Örebro läns hemslöjdsförening in i Arbetshuset, som är en av stadens äldsta byggnader och ligger på Olaigatan 20. Byggnaden ligger vid Kanslibron mittemot Örebro slott och byggdes troligen på 1740-talet och är byggnadsminnesmärke sedan år 2000. Hemslöjdsföreningen fanns kvar här till 1982.